# Carus-Verlag
Pour les articles homonymes, voir Carus (homonymie).
Carus-Verlag est une maison d'édition musicale allemande, fondée en 1972 et basée à Stuttgart. La maison édite également des disques, sous le label « Carus ».

## Histoire
Les éditions Carus sont fondées par le chef de chœur Günter Graulich et sa femme Waltraud, avec un accent sur la haute qualité du répertoire choral. En effet, lorsqu'il voulait exécuter l'une des œuvres d'Antonio Vivaldi Gloria, Graulich découvrit que la qualité de l'édition existante n'était pas suffisante. Après avoir examiné des manuscrits autographes en 1968 à Trino à la bibliothèque royale de Turin, il effectua sa propre transcription en faveur de son chœur à Stuttgart. Étant donné qu'il n'existait pas encore la photocopie, il négocie après le concert, avec l'éditeur Friedrich Hänssler, la publication de cette transcription. À la suite du refus de Hänssler trois ans plus tard, Graulich dut fonder sa propre édition en 1972. Si Hänssler ne cessa pas à aider les besoins techniques, le financement est entièrement soutenu par les membres de son choral qui était indispensable pour cette fondation.
Jusqu'en 1988, ses publications furent donc distribuées par la Hänssler-Verlag, en tant que la série n° 1 - 39. Plus tard, le droit de cette série fut récupéré par Carus-Verlag dans laquelle la Gloria de Vivaldi reste une publication la plus vendue de Carus.
En janvier 2022, le catalogue comprend plus de 45 000 œuvres, essentiellement à la base des manuscrits, d'après le motif de création. En dépit d'une difficulté liée à la pandémie de Covid-19, qui provoque une chute considérable de vente de ses partitions, l'édition célébra son 50e anniversaire de sa création, avec un grand concert, tenu le 3 juin 2022 à Stuttgart. Celle-ci propose encore de nombreux événements jusqu'à la fin de l'année.
La société produit les éditions complètes des œuvres de Josef Rheinberger et Max Reger tandis qu'elle publie des œuvres de quelques compositeurs français, tels que Michel-Richard de Lalande et Jean-Philippe Rameau.

## Label discographique
La société produit également des disques pour accompagner certaines de ses éditions imprimées. « Carus » travaille, notamment sur des enregistrements accompagnant l'édition intégrale des œuvres de Wilhelm Friedemann Bach. Les raretés du répertoire d'opéra comprennent, Sakontala de  Schubert et Die Geisterinsel de Johann Rudolf Zumsteeg.